# S/S Moa

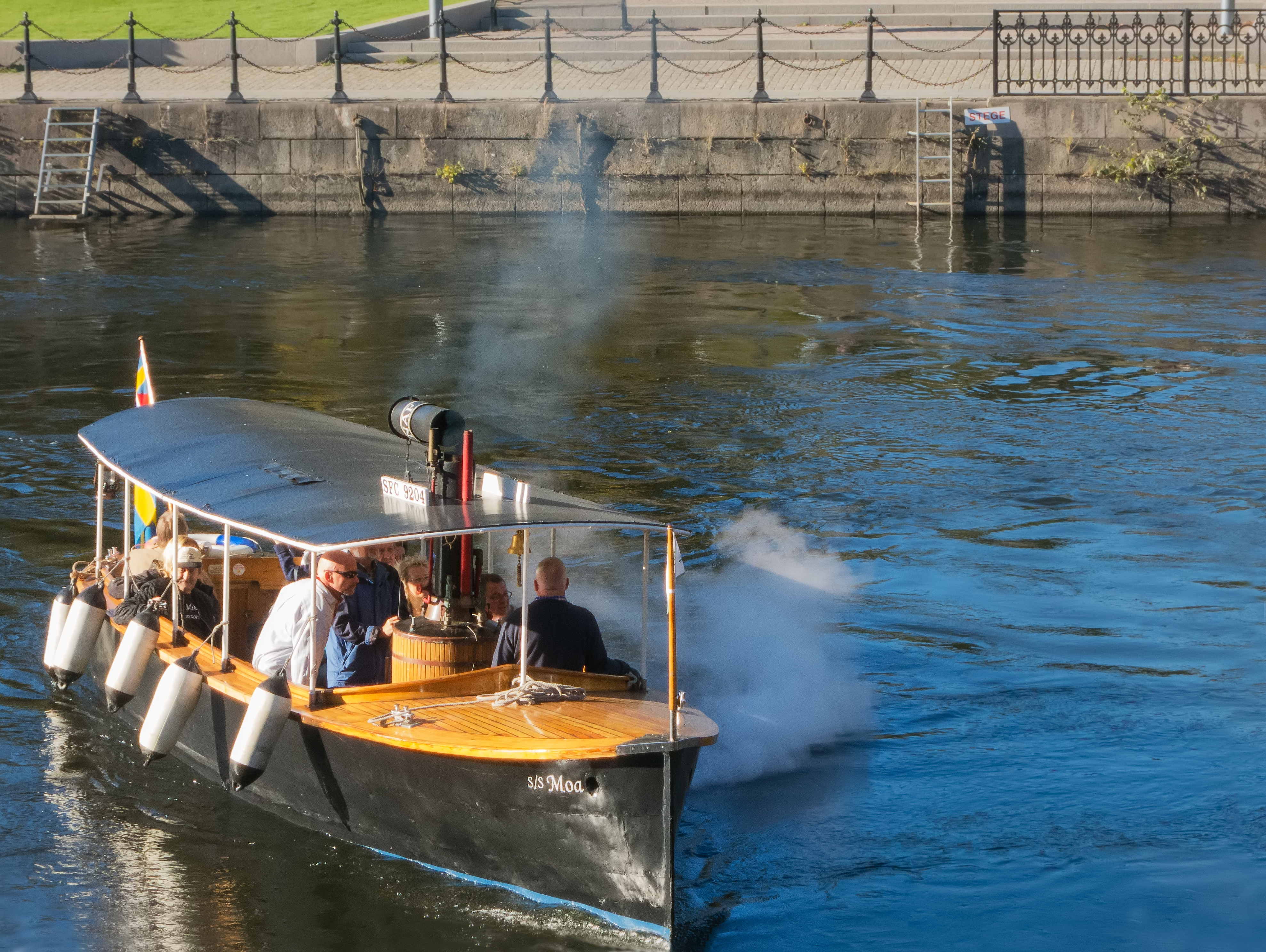
S/S Moa

S/S Moa är en svensk ångslup med hemmahamn i Norrköping.
S/S Moa går sedan 2009 sommartid i turisttrafik i Norrköping och från Kapten Billes i Norsholm i Göta kanal.

## Fartygsfakta
- Byggår: ca 1900, restaurerad 2002-07
- Längd över allt: 10,7 meter
- Bredd: 2,40 meter
- Maskineri: ångmaskin, vedeldad
- Effekt: 10 ihk
- Antal passagerare: 12
- Ägare: Norrköpings Ångbåtsförening